# Metropolia tobolska
Metropolia tobolska – jedna z metropolii Rosyjskiego Kościoła Prawosławnego, z siedzibą w Tobolsku. Jej obecnym (2014) zwierzchnikiem jest metropolita tobolski i tiumeński Dymitr (Kapalin). Obejmuje terytorium obwodu tiumeńskiego.
Erygowana na posiedzeniu Świętego Synodu Rosyjskiego Kościoła Prawosławnego na posiedzeniu w dniu 2 października 2013. W jej skład wchodzą eparchia tobolska i tiumeńska oraz eparchia iszymska.